# Campeonato Sudamericano 1920/Spiele
Dieser Artikel umfasst die Spiele des Campeonato Sudamericano 1920 in Chile mit allen statistischen Details.
| Pl. | Land        | Sp. | S | U | N | Tore    | Diff. | Punkte |
| --- | ----------- | --- | - | - | - | ------- | ----- | ------ |
| 1.  | Uruguay     | 3   | 2 | 1 | 0 | 009:200 | +7    | 05:10  |
| 2.  | Argentinien | 3   | 2 | 0 | 1 | 004:200 | +2    | 04:20  |
| 3.  | Brasilien   | 3   | 1 | 0 | 2 | 001:800 | −7    | 02:40  |
| 4.  | Chile       | 3   | 0 | 1 | 2 | 002:400 | −2    | 01:50  |

## Chile – Brasilien 0:1 (0:0)
| Chile                                                                   | Chile | Brasilien | Brasilien |
| ----------------------------------------------------------------------- | --- | --- | --------- |
| Chile                                                                   | \| 11. September 1920 in Valparaíso (Stadion del Sporting Club Valparaíso) \| \| Zuschauer: 15.000 \| \| Schiedsrichter: Martín Aphesteguy ( Uruguay) \|                                                                | \| 11. September 1920 in Valparaíso (Stadion del Sporting Club Valparaíso) \| \| Zuschauer: 15.000 \| \| Schiedsrichter: Martín Aphesteguy ( Uruguay) \| | Brasilien |
| Chile                                                                   | Manuel Guerrero – Pedro Vergara, Ulises Poirier – Humberto Elgueta, Víctor Toro, Ramón Unzaga – Víctor Varas, Aurelio Domínguez , Blas Parra, Alfredo France, Horacio Muñoz Cheftrainer: Juan Carlos Bertone ( Uruguay) | Júlio Kuntz – De Maria, Álvaro Martins – Rodrigo, Sisson , Fortes – Zeze, Constantino, Castelhano, Junqueira, Alvariza Cheftrainer: ohne                 | Brasilien |
| Chile                                                                   | 0:1 Alvariza (60.) | | Brasilien |
| 11. September 1920 in Valparaíso (Stadion del Sporting Club Valparaíso) | | |           |
| Zuschauer: 15.000                                                       | | |           |
| Schiedsrichter: Martín Aphesteguy ( Uruguay)                            | | |           |

## Uruguay – Argentinien 1:1 (1:0)
| Uruguay                                                                 | Uruguay | Argentinien | Argentinien |
| ----------------------------------------------------------------------- | --- | --- | ----------- |
| Uruguay                                                                 | \| 12. September 1920 in Valparaíso (Stadion del Sporting Club Valparaíso) \| \| Zuschauer: 17.000 \| \| Schiedsrichter: Francesco Jiminez ( Chile) \|                                                      | \| 12. September 1920 in Valparaíso (Stadion del Sporting Club Valparaíso) \| \| Zuschauer: 17.000 \| \| Schiedsrichter: Francesco Jiminez ( Chile) \|                                                                          | Argentinien |
| Uruguay                                                                 | Juan Legnazzi – Antonio Urdinarán, Alfredo Foglino – Pascual Ruotta, Alfredo Zibechi, Andrés Ravera – Pascual Somma, José Pérez, José Piendibene, Ángel Romano, Antonio Cámpolo Cheftrainer: Ernesto Fígoli | Américo Miguel Tesoriere – Antonio Roque Cortella, Florindo Bearzotti – Ángel Frumento, Miguel Dellavalle, Eduardo Uslenghi – Calomino , Julio Libonatti, Atilio Badalini, Raúl Echeverria, Antonio De Miguel Cheftrainer: ohne | Argentinien |
| Uruguay                                                                 | 1:0 José Piendibene (10.) | 1:1 Raúl Echeverria (75.) | Argentinien |
| Uruguay                                                                 | Calomino verschießt Elfmeter gegen Legnazzi (61.) | | Argentinien |
| 12. September 1920 in Valparaíso (Stadion del Sporting Club Valparaíso) | | |             |
| Zuschauer: 17.000                                                       | | |             |
| Schiedsrichter: Francesco Jiminez ( Chile)                              | | |             |

## Uruguay – Brasilien 6:0 (3:0)
| Uruguay                                                                 | Uruguay | Brasilien | Brasilien |
| ----------------------------------------------------------------------- | --- | --- | --------- |
| Uruguay                                                                 | \| 18. September 1920 in Valparaíso (Stadion del Sporting Club Valparaíso) \| \| Zuschauer: 9.000 \| \| Schiedsrichter: Carlos Fanta ( Chile) \|                                                            | \| 18. September 1920 in Valparaíso (Stadion del Sporting Club Valparaíso) \| \| Zuschauer: 9.000 \| \| Schiedsrichter: Carlos Fanta ( Chile) \| | Brasilien |
| Uruguay                                                                 | Juan Legnazzi – Antonio Urdinarán, Alfredo Foglino – Pascual Ruotta, Alfredo Zibechi, Andrés Ravera – Pascual Somma, José Pérez, José Piendibene, Ángel Romano, Antonio Cámpolo Cheftrainer: Ernesto Fígoli | Júlio Kuntz – Telefone, Álvaro Martins – Japonês, Sisson , Fortes – De Maria, Zezé, Castelhano, Junqueira, Alvariza Cheftrainer: ohne            | Brasilien |
| Uruguay                                                                 | 1:0 Ángel Romano (23., Elfmeter) 2:0 Antonio Urdinaran (26., Elfmeter) 3:0 José Perez (29.) 4:0 Antonio Campolo (48.) 5:0 Ángel Romano (60.) 6:0 José Perez (65.)                                           | | Brasilien |
| Uruguay                                                                 | Urdinaran schied in der 60. Minute verletzt aus | | Brasilien |
| 18. September 1920 in Valparaíso (Stadion del Sporting Club Valparaíso) | | |           |
| Zuschauer: 9.000                                                        | | |           |
| Schiedsrichter: Carlos Fanta ( Chile)                                   | | |           |

## Chile – Argentinien 1:1 (1:1)
| Chile                                                                   | Chile | Argentinien | Argentinien |
| ----------------------------------------------------------------------- | --- | --- | ----------- |
| Chile                                                                   | \| 20. September 1920 in Valparaíso (Stadion del Sporting Club Valparaíso) \| \| Zuschauer: 16.000 \| \| Schiedsrichter: João De María ( Brasilien) \|                                                                        | \| 20. September 1920 in Valparaíso (Stadion del Sporting Club Valparaíso) \| \| Zuschauer: 16.000 \| \| Schiedsrichter: João De María ( Brasilien) \|                                                                           | Argentinien |
| Chile                                                                   | Manuel Guerrero – Pedro Vergara, Ulises Poirier – Humberto Elgueta, Víctor Toro, Ramón Unzaga – Víctor Varas, Aurelio Domínguez , Hernando Bolados, Alfredo France, Horacio Muñoz Cheftrainer: Juan Carlos Bertone ( Uruguay) | Américo Miguel Tesoriere – Antonio Roque Cortella, Florindo Bearzotti – Ángel Frumento, Miguel Dellavalle, Eduardo Uslenghi – Calomino , Julio Libonatti, Atilio Badalini, Fausto Lucarelli, Antonio De Miguel Cheftrainer: ohne | Argentinien |
| Chile                                                                   | 1:1 Hernando Bolados (25.) | 0:1 Miguel Dellavalle (13.) | Argentinien |
| 20. September 1920 in Valparaíso (Stadion del Sporting Club Valparaíso) | | |             |
| Zuschauer: 16.000                                                       | | |             |
| Schiedsrichter: João De María ( Brasilien)                              | | |             |

## Argentinien – Brasilien 2:0 (1:0)
| Argentinien                                                             | Argentinien | Brasilien | Brasilien |
| ----------------------------------------------------------------------- | --- | --- | --------- |
| Argentinien                                                             | \| 25. September 1920 in Valparaíso (Stadion del Sporting Club Valparaíso) \| \| Zuschauer: 1.500 \| \| Schiedsrichter: Martín Aphesteguy ( Uruguay) \|                                                                            | \| 25. September 1920 in Valparaíso (Stadion del Sporting Club Valparaíso) \| \| Zuschauer: 1.500 \| \| Schiedsrichter: Martín Aphesteguy ( Uruguay) \| | Brasilien |
| Argentinien                                                             | Américo Miguel Tesoriere – Antonio Roque Cortella, Florindo Bearzotti – Ángel Frumento, Juan Salvador Presta, Roberto Bruzzone – Calomino , Julio Libonatti, Atilio Badalini, Raúl Echeverría, Antonio De Miguel Cheftrainer: ohne | Júlio Kuntz – Telefone, Álvaro Martins – Japonês, Sisson , Fortes – Zeze, Constantino, Castelhano, Junqueira, Alvariza Cheftrainer: ohne                | Brasilien |
| Argentinien                                                             | 1:0 Raúl Echeverria (40.) 2:0 Julio Libonatti (73.) | | Brasilien |
| 25. September 1920 in Valparaíso (Stadion del Sporting Club Valparaíso) | | |           |
| Zuschauer: 1.500                                                        | | |           |
| Schiedsrichter: Martín Aphesteguy ( Uruguay)                            | | |           |

## Chile – Uruguay 1:2 (0:1)
| Chile                                                                   | Chile | Uruguay | Uruguay |
| ----------------------------------------------------------------------- | --- | --- | ------- |
| Chile                                                                   | \| 26. September 1920 in Valparaíso (Stadion del Sporting Club Valparaíso) \| \| Zuschauer: 16.000 \| \| Schiedsrichter: Carlos Fanta ( Chile) \|                                                                             | \| 26. September 1920 in Valparaíso (Stadion del Sporting Club Valparaíso) \| \| Zuschauer: 16.000 \| \| Schiedsrichter: Carlos Fanta ( Chile) \|                                                           | Uruguay |
| Chile                                                                   | Manuel Guerrero – Pedro Vergara, Ulises Poirier – Humberto Elgueta, Víctor Toro, Ramón Unzaga – Víctor Varas, Aurelio Domínguez , Hernando Bolados, Alfredo France, Horacio Muñoz Cheftrainer: Juan Carlos Bertone ( Uruguay) | Juan Legnazzi – Antonio Urdinarán, Alfredo Foglino – Pascual Ruotta, Alfredo Zibechi, Andrés Ravera – Pascual Somma, José Pérez, José Piendibene, Ángel Romano, Antonio Cámpolo Cheftrainer: Ernesto Fígoli | Uruguay |
| Chile                                                                   | 1:1 Aurelio Dominguez (61.) | 0:1 Ángel Romano (37.) 1:2 José Perez (65.) | Uruguay |
| 26. September 1920 in Valparaíso (Stadion del Sporting Club Valparaíso) | | |         |
| Zuschauer: 16.000                                                       | | |         |
| Schiedsrichter: Carlos Fanta ( Chile)                                   | | |         |